# Leptomyrmex unicolor
Leptomyrmex unicolor é uma espécie de formiga do gênero Leptomyrmex.